# 旅の宿 (よしだたくろうの曲)
「旅の宿」（たびのやど）は、よしだたくろう（現・吉田拓郎）の5枚目のシングル。1972年7月1日発売。発売元はOdyssey/CBS Sony。

## 背景
拓郎がライブで初披露したのは、1972年4月22日に日本武道館で行われた「フォーク・オールスター夢の競演 音搦大歌合」。同イベントは日本武道館で行われた初めてのフォーク・コンサートで、出演は拓郎＋猫の他、五つの赤い風船、遠藤賢司、岡林信康、加川良、かまやつひろし＋井上堯之＋ガロ、高田渡＋武蔵野タンポポ団、はっぴいえんど、三上寛、山下洋輔トリオ、六文銭。当時拓郎はこの3カ月前にリリースした「結婚しようよ」が大ヒット中で、こうしたジョイントコンサートでは会場に“帰れコール”が鳴り響くのが常で、「浴衣のきみは尾花の簪」と歌った途端、「それがどうした！」「だから何なんだ！」などと会場から怒声が発せられ、終始殺伐なステージが展開された。この3カ月後にリリースされたアルバム『元気です。』に内包されたライナーノーツに書かれた拓郎直筆の文章はこれらに対する拓郎のアンサーである。

## 音楽性
フォークソングの王道の曲調であり、歌詞の内容はタイトル通り旅先の宿での恋人同士の出来事が描かれており、岡本おさみが夫人との新婚旅行で青森県十和田市の蔦温泉に宿泊した際に曲想を得たと言われている。

## 記録
前作「結婚しようよ」がオリコンシングルチャートで3位を記録し、拓郎のシングルとしては唯一オリコンチャート1位を記録したシングルで、代表曲であると共に、自身最大のシングル・セールスを記録した楽曲である。売上げ70万枚は1978年10月時点のオリコン調べでフォークソングのシングルとして歴代10位。
アルバム『元気です。』にも収録されシングルとともに大ヒットとなったが、こちらに収録されたものはほぼ全編アコースティックギターとハーモニカのみで構成されたアルバムバージョンである。ブルボンから発売された食玩CD『J'sポップスの巨人たち フォーク/ニューミュージック黄金時代編』にも吉田拓郎の代表曲として「結婚しようよ」と共に収録されている。

## 評価
拓郎の友人でもあったなかにし礼は、拓郎がプロデュースした「時には娼婦のように」で、拓郎から「これは演歌じゃないの」と言われた恨みから、「吉田拓郎がニューミュージックを代表するシンガーソングライターであることは間違いないが、『旅の宿』こそわれわれの曲よりよほど演歌スタイルではないかと思う。拓郎の歌は、詩も音もとくに新しいとは言えないし、現代を鋭くえぐるというものでもない。彼の個性は若者らしからぬ人生肯定的な"あたたかさ"にあり、それが歌謡曲の歴史の中に極めて自然に収まる作品を生んだということだろう」などと論じている。

## エピソード
1997年10月25日に放送された『LOVE LOVE あいしてる』に上岡龍太郎がゲスト出演した際、「自分は作詞家を目指していたが、シンガーソングライターがこんな素晴らしい詩を書けるならば自分は作詞家にはなれない」と、この曲を聴いて作詞家を挫折した旨の発言をしているが、先述のとおり「旅の宿」の作詞は拓郎ではなく岡本おさみによるもの。

## 収録曲
- 全作曲：吉田拓郎

Side:A
1. 旅の宿（2分50秒）
作詞：岡本おさみ

Side:B
1. おやじの唄（4分22秒）
作詞：吉田拓郎

## カバー
- 布施明（1972年、アルバム『布施明が選んだベスト12』収録）
- 研ナオコ（1975年、アルバム『愚図』／アルバム『Ago あの頃へラブレター』収録）
- 美空ひばり（1978年、アルバム『美空ひばり／唄はどこへ行った』収録）
  - 2009年、アルバム『エンカのチカラ -GOLD 70's-』再収録
- Mi-Ke（1992年、アルバム『忘れじのフォーク 白い2白いサンゴ礁』収録）
- 天童よしみ（2002年、アルバム『歌心名曲選』収録）
- メロン記念日（2003年、アルバム『FOLK SONGS 4』収録）
- 中森明菜（2009年、アルバム『フォーク・ソング2 〜歌姫哀翔歌』収録）
- 都はるみ（2009年、アルバム『名曲カバー傑作撰』収録）
- やもり(2010年、アルバム『あなたと歌おう』収録)
- 神野美伽＋後藤次利（2012年、配信アルバム『SPICE UP!』収録）
- 吉幾三（2012年、アルバム『あの頃の青春を詩う』収録）
- 冠二郎（2014年、カバーアルバム『エンカのチカラ プレミアム《青盤》』収録）
- 髙橋真梨子（2015年、カバーアルバム『ClaChic -クラシック-』収録）
- 柏原芳恵（2016年、カバーアルバム『アンコール3』収録）
- 小野リサ（2018年、アルバム『旅 そして ふるさと』収録）
- さだまさし（2021年、カバーアルバム『アオハル49.69』収録[8]）